# Kingsley (Michigan)
Kingsley é uma vila localizada no estado americano de Michigan, no Condado de Grand Traverse.

## Demografia
Segundo o censo americano de 2000, a sua população era de 1469 habitantes.
Em 2006, foi estimada uma população de 1510, um aumento de 41 (2.8%).

## Geografia
De acordo com o United States Census Bureau tem uma área de
2,9 km², dos quais 2,9 km² cobertos por terra e 0,0 km² cobertos por água. Kingsley localiza-se a aproximadamente 324 m acima do nível do mar.

## Localidades na vizinhança
O diagrama seguinte representa as localidades num raio de 28 km ao redor de Kingsley.